# Emae
Emae è un'isola del Pacifico nelle Isole Shepherd, provincia di Shefa, Vanuatu. Maunga Lasi, sull'isola, è la vetta più alta dell'arcipelago, con i suoi 644 m. L'isola costituisce il bordo settentrionale del vulcano sottomarino Makura, che copre anche le vicine isole di Makura e Mataso. Emae ha una lunghezza di 10 km e una larghezza di 5 km, con una superficie di 32 chilometri quadrati. Fa parte della Polinesia periferica.
L'isola ha una popolazione di circa 750 abitanti. L'attività economica principale è l'agricoltura di sussistenza. Il PIL dell'isola è di 457 $ pro capite.
L'isola ha un aeroporto, Siwo Airport. La vicina Cook Reef è un popolare sito di immersione.